# 1870 no Brasil
Esta é uma cronologia dos fatos acontecimentos de ano 1870 no Brasil.

## Incumbente
- Imperador – D. Pedro II (9 de abril de 1831-15 de novembro de 1889).

## Eventos
- 1 de março: Francisco Solano López, presidente do Paraguai, é morto pelo lanceiro brasileiro Chico Diabo após perder a Batalha de Cerro Corá. Fim da Guerra do Paraguai.[1]
- 8 de abril: O tratado de paz é assinado entre Brasil e Paraguai.
- 12 de setembro: A Câmara Federal rejeita por 54 votos a 21 projeto abolicionista de Teixeira Junior.
- 3 de dezembro: O Manifesto Republicano é publicado pelo primeiro número do periódico A República, no Rio de Janeiro.